# ژونگه (بروس)
ژونگه (به صربی: Žunje) یک منطقهٔ مسکونی در صربستان است که در بروس واقع شده‌است.